# Mitsubishi T-2
El Mitsubishi T-2 fue un avión de entrenamiento a reacción supersónico desarrollado por el fabricante aeronáutico japonés Mitsubishi Heavy Industries. El primer prototipo del T-2 voló por primera vez el 20 de julio de 1971, llegándose a fabricar un total de 90 aeronaves. Fue empleado exclusivamente por la Fuerza Aérea de Autodefensa de Japón entre los años 1975 y 2006.

## Desarrollo
Antes de empezar el desarrollo del T-2, Japón estimaba que el avión de entrenamiento Fuji T-1 no era una plataforma adecuada para entrenar a sus alumnos de cara a la transición a aeronaves más complejas y con mayores dificultades en su manejo, como eran los Lockheed F-104J Starfighter y McDonnell Douglas F-4EJ Phantom por lo cual, en 1964 comenzaron el desarrollo de un nuevo avión de entrenamiento, denominado en aquel momento T-X, del cual también se esperaba que sirviera de base para el desarrollo de una variante monoplaza de combate, denominada SF-X.
Así a mediados de la década de 1960, la JASDF comenzó su programa para buscar un nuevo avión de entrenamiento, designado T-X. El T-X también seria la base para un avión de ataque, designado SF-X. Los entrenadores supersónicos estaban de moda en ese momento. EE. UU. había adquirido el Northrop T-38 Talon, y el SEPECAT Jaguar anglo-francés buscaba en parte servir como avión de entrenamiento, aunque terminaría siendo un avión de ataque. Tanto el T-38 como el Jaguar biplaza fueron promocionados por sus respectivas naciones para el programa de entrenador japonés, mientras que el Northrop F-5 y el Jaguar monoplaza fueron promocionados en el programa de avión de ataque. El JASDF estaba muy interesado en el Jaguar y los japoneses incluso negociaron su fabricación con licencia, pero problemas legales y políticos llevaron a los japoneses a construir su propio diseño.
Dentro del programa T-X se consideró inicialmente la compra de aeronaves ya existentes en lugar de desarrollar localmente una aeronave nueva. Por parte de los Estados Unidos se ofreció el Northrop T-38 Talon, mientras que el consorcio anglo-francés SEPECAT presentó el SEPECAT Jaguar como un posible candidato. Japón valoró ambos proyectos minuciosamente, intentando negociar una licencia de fabricación del Jaguar, aunque estos planes finalmente fallaron. Algunos medios argumentaron que el trato no se cerró por asuntos nacionalistas y problemas con la Familia Imperial, aunque otros medios apuntan a los altos royalties exigidos por SEPECAT.  Finalmente, Japón decidió seguir adelante con un diseño propio, que buscaba satisfacer unos requisitos muy similares a los del Jaguar.
En el año 1967, los fabricantes aeronáuticos japoneses Fuji, Kawasaki, y Mitsubishi presentaron sus propuestas, y en septiembre de ese mismo año, Se seleccionó el diseño de Mitsubishi, muy parecido de hecho al del Jaguar Franco-británico. Dada la similitud en los requerimientos los japoneses se inspiraron claramente en el Jaguar. En particular, el T-2 estaba propulsado por los mismos motores Rolls-Royce/Turbomeca Adour que utilizaba el Jaguar, aunque fabricados con licencia por Ishikawajima-Harima Heavy Industries como TF40-IHI-801A. Pero también había diferencias, el T-2 tenía una apariencia más parecida a una flecha, siendo más largo y con una envergadura más corta que el Jaguar. El T-2 además tenía un tren de aterrizaje convencional de una sola rueda y no el tren de aterrizaje distintivo del Jaguar.
El 30 de marzo de 1968 se emitió un contrato oficial para el desarrollo del XT-2, designándose a Mitsubishi como contratista principal y Fuji como primer subcontratista. En marzo de 1969 se finalizó el diseño final de la aeronave. El 28 de abril de 1971 se realizó el roll-out del primer prototipo del XT-2, realizándose el primer vuelo el 20 de julio del mismo año. El XT-2 pronto se convirtió en la primera aeronave de diseño japonés en romper la barrera del sonido en vuelo nivelado.
Se fabricaron un total de 90 aeronaves de producción, incluyendo 28 unidades de la versión sin armamento "T-2(Z)", o "Zenkigata" y 62 de la versión armada "T-2(K)", o "Kokigata", saliendo el último de los T-2 de la línea de producción en el año 1988.

## Variantes
- XT-2 : Prototipos.

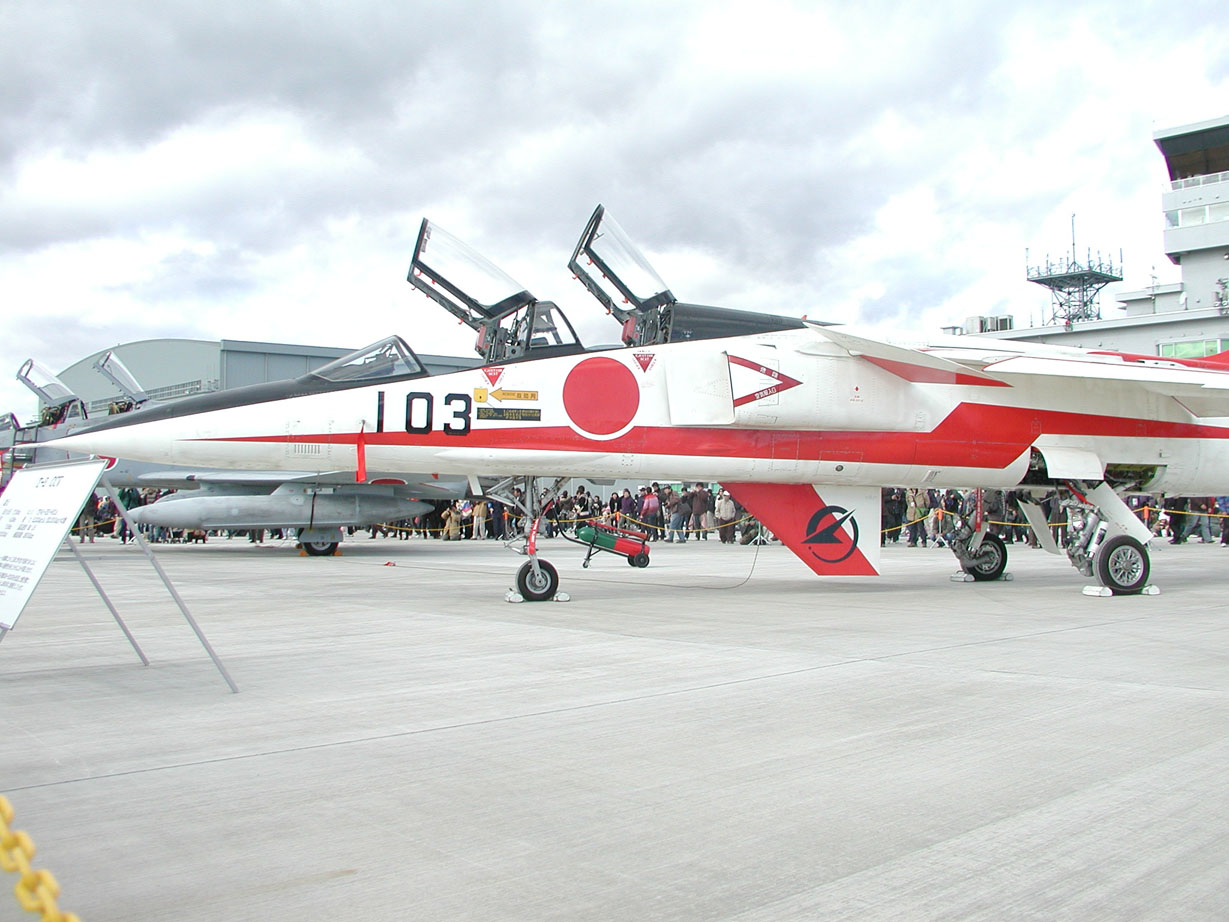
MItsubishi T-2 CCV.

- T-2(Z)  : T-2 (前期型), T-2A. Entrenador avanzado biplaza (59 unidades construidas)
- T-2(K)  : T-2 (後期型), T-2B. Entrenador armado de combate.

El equipo estándar del T-2 (K) armado incluía un radar de búsqueda y alcance Mitsubishi Electric J/AWG-11 y un HUD Thomson-CSF, fabricado con licencia por Mitsubishi Electric. Su armamento era un cañón tipo Gatling de seis cañones M61 Vulcan, construido con licencia como JM61 y montado en el lado izquierdo del fuselaje, debajo la cabina, lo que obligó al desplazamiento del tren delantero. El avión podía equiparse con rieles de lanzamiento en la punta del ala para misiles aire-aire Sidewinder.
- T-2 CCV : Aeronave experimental de 3 canards, destinada a investigación.

## Operadores
- Japón
  - Fuerza Aérea de Autodefensa de Japón

## Especificaciones (T-2(K))
Referencia datos: Jane's All The World's Aircraft 1976-77

### Características generales
- Tripulación: 2
- Longitud: 17,9 m (58,6 ft)
- Envergadura: 7,9 m (25,9 ft)
- Altura: 4,4 m (14,4 ft)
- Superficie alar: 21,2 m² (228,2 ft²)
- Perfil alar: NACA 65 (modificado)
- Peso vacío: 6197 kg (13 658,2 lb)
- Peso cargado: 9675 kg (21 323,7 lb)
- Peso máximo al despegue: 12800[10]
- Planta motriz: 2× turbofan con postquemador Ishikawajima-Harima TF40-IHI-801A.
  - Empuje normal: 21 kN (2136 kgf; 4710 lbf) de empuje cada uno.
  - Empuje con postquemador: 31,8 kN (3239 kgf; 7140 lbf) de empuje cada uno.

### Rendimiento
- Velocidad nunca excedida (Vne): 1,700
- Velocidad crucero (Vc): 620 km/h (385 MPH; 335 kt)
- Alcance en ferry: 2840 m (9318 ft)
- Techo de vuelo: 15 240 m (50 000 ft)

### Armamento
- Armas de proyectiles: 1 cañón de 20 mm JM61A1
- Puntos de anclaje: Dos bajo las alas y 1 bajo el fuselaje para cargar una combinación de:

### Desarrollos relacionados
- Mitsubishi F-1

### Aeronaves similares
- / SEPECAT Jaguar
- Northrop T-38 Talon

### Secuencias de designación
- Entrenadores militares japoneses: T-1 · T-2 · T-3 · T-4 · T-5 · T-7